# Plaza Emilio Campuzano
La plaza de Emilio Campuzano es una plaza ubicada en la ciudad de Bilbao en la confluencia entre la calle Rodríguez Arias y la alameda de Gregorio de la Revilla. Se localiza en las proximidades de la Gran Vía de Don Diego López de Haro, así como del parque Casilda Iturrizar, entre la plaza Federico Moyúa y la plaza del Sagrado Corazón de Jesús.

## Historia
La plaza Campuzano se construyó en 1930, en honor de Emilio Campuzano y Abad de Caula, ingeniero y profesor de la Escuela de Artes y Oficios que dotó a Bilbao de las primeras conexiones telefónicas. En 2006 fue reformada. El nuevo diseño mantiene la emblemática fuente central, diseñada por el arquitecto municipal Germán Aguirre Urrutia, pero se amplían las aceras, los pasos de peatones, las zonas ajardinadas, incluyendo además bancos.

## Medios de transporte
La estación de Indautxu del metro de Bilbao conecta la plaza con el suburbano.